# BRM-3K
BRM-3K Rys (ros. БРМ-3К Рысь, pol. ryś) – rosyjski bojowy wóz rozpoznawczy zaprojektowany przez Zakłady Budowy Maszyn w Rubcowsku wchodzące w skład koncernu zbrojeniowego Urałwagonzawod. Znany jest też pod nazwą Obiekt 501. 
Był rozwijany od początku lat 90-tych XX wieku. Mimo oficjalnego przyjęcia na uzbrojenie rosyjskich sił zbrojnych w 1995 roku, znajduje się nadal w stadium prototypu lub produkcji niskoseryjnej. 

## Charakterystyka
Pojazd bazuje na bojowym wozie piechoty BMP-3 posiadając taki sam poziom ochrony oraz właściwości jezdne. Od swojej bazowej wersji różni się posiadaniem dwóch otworów strzeleckich w tylnym przedziale załogi zamiast czterech (po jednym z każdej strony) oraz nową wieżyczką z szybkostrzelnym działkiem 2A72 kalibru 30 mm zamiast armaty 2A70 kalibru 100 mm. 
Załoga pojazdu liczy 6 osób – dowódcę, kierowcę, strzelca, dowódcę zwiadu, radiooperatora i nawigatora. Do swojej dyspozycji mają oni celownik termowizyjny 1PN71, noktowizor 1PN61, radar obserwacji pola walki 1RL-133-1, system nawigacyjny TNA-4-6 oraz komputer pokładowy 1V520. System radarowy pozwala na wykrycie wrogich pojazdów w odległości 8-10 km oraz wrogiej piechoty w odległości do 4 km. W trakcie pracy jest on unoszony na wysokość 1 metra nad pojazdem. 
Na uzbrojeniu poza w pełni stabilizowanym działkiem znajduje się karabin maszynowy PKT kalibru 7,62 mm montowany po lewej stronie działka oraz dwa zestawy wyrzutni granatów dymnych kalibru 81 mm umieszczone na froncie wieży. 
Pojazd jest standardowo wyposażony w systemy detekcji pożaru oraz ochrony przed bronią masowego rażenia. Posiada również możliwość pływania. 

## Wersje
- BRM-3K Deriwacja-PWO – wersja wykorzystująca wieżyczkę AU220M „Bajkał” uzbrojoną w zdalnie sterowaną armatę kalibru 57 mm[4].

## Galeria
Prezentowane niżej zdjęcia należą do wersji BRM-3K Deriwacja-PWO różniącą się od wersji podstawowej nową wieżyczką. 

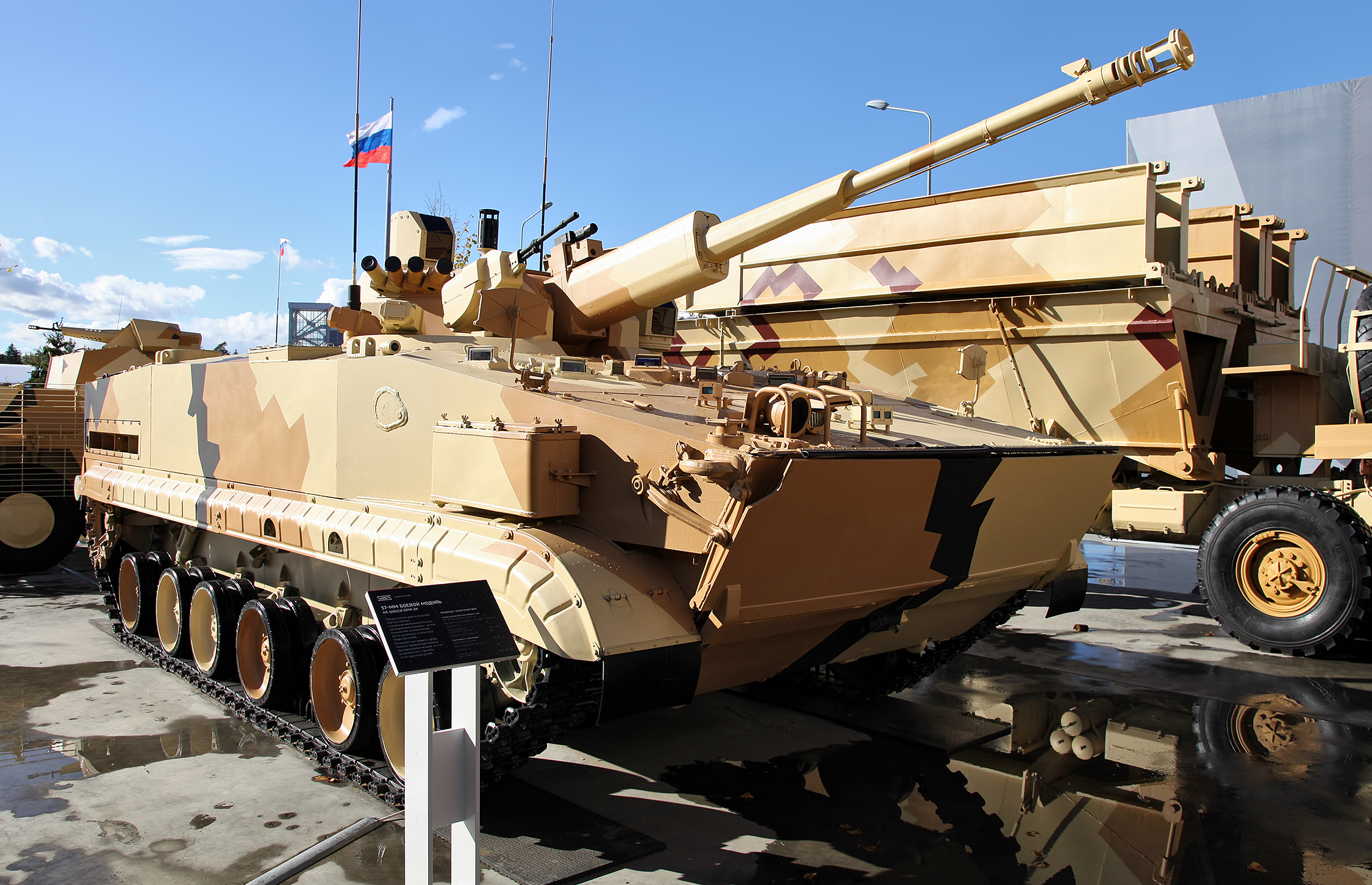
Widok na przód
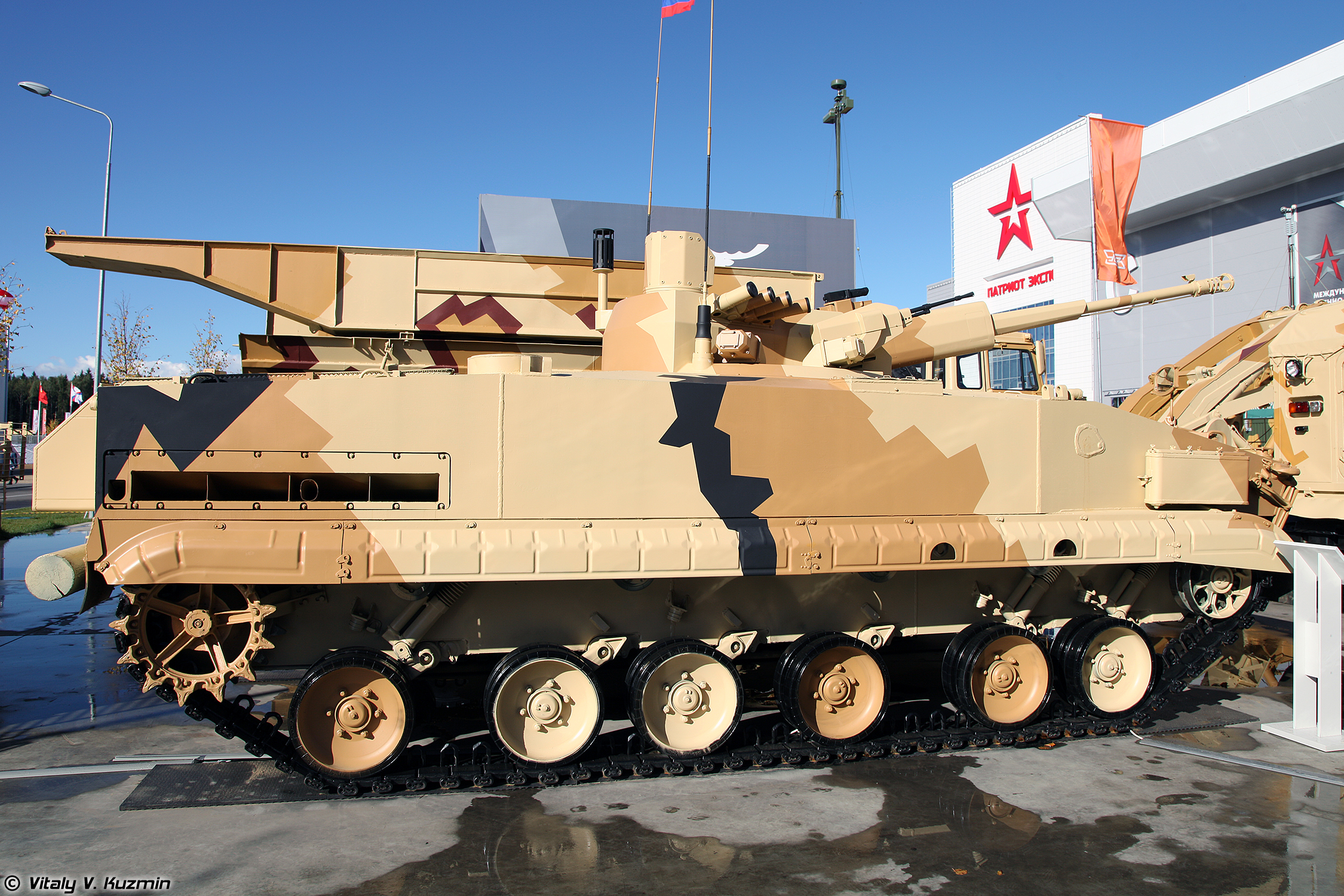
Widok z boku
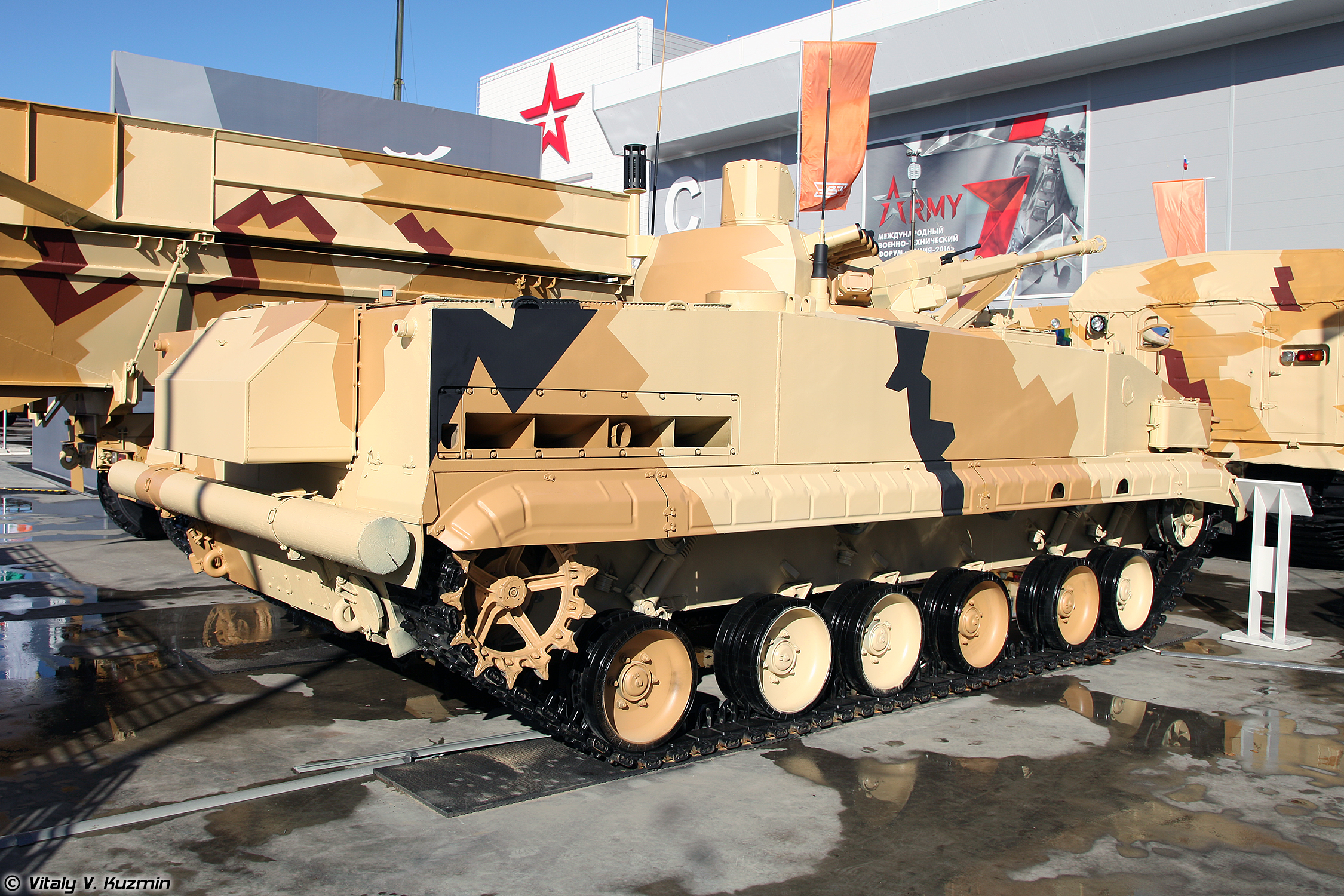
Widok na tył
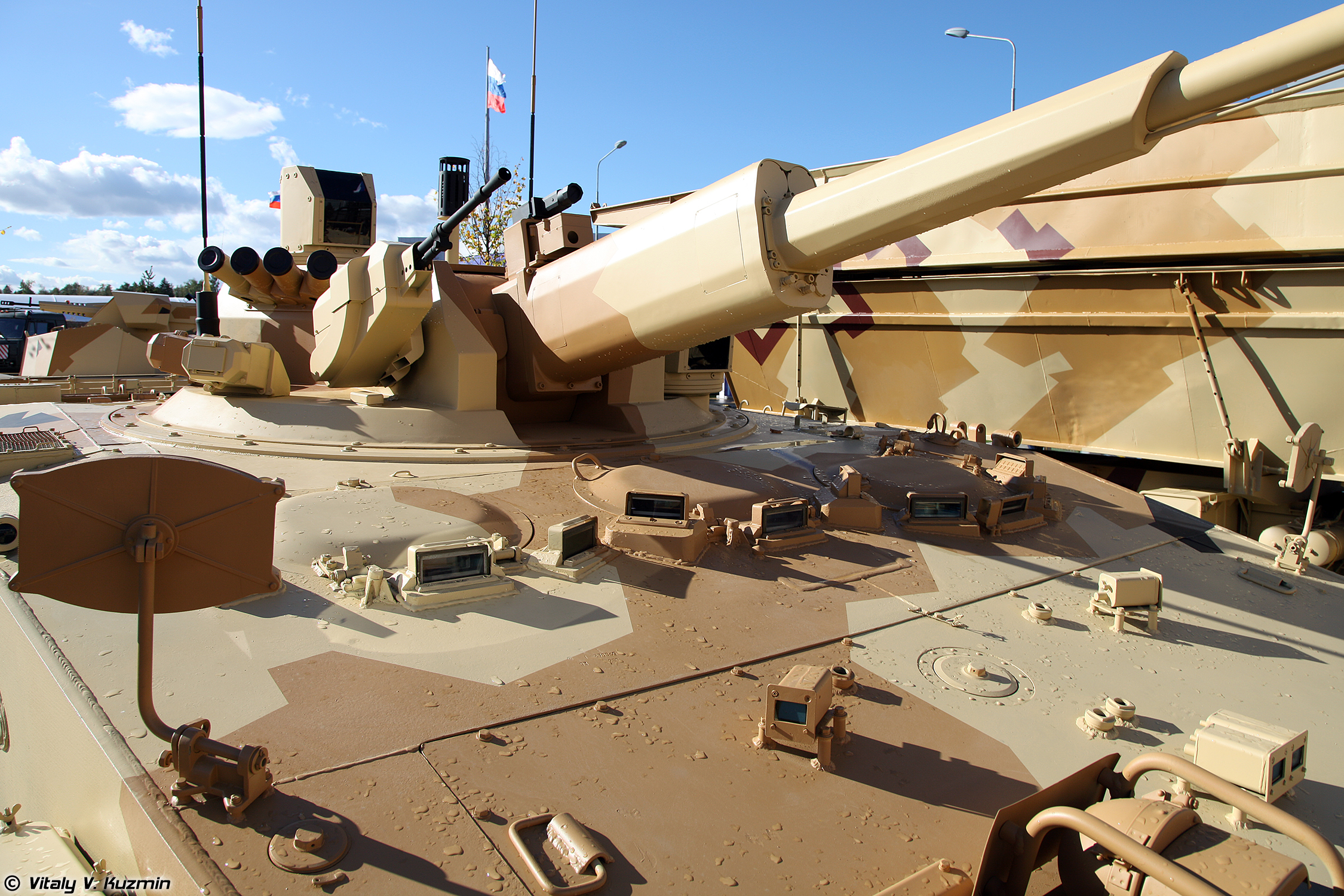
Zbliżenie na wieżyczkę